# Myxus
Myxus is een geslacht van straalvinnige vissen uit de familie van harders (Mugilidae).

## Soorten
- Myxus capensis (Valenciennes, 1836)
- Myxus elongatus Günther, 1861